# Tissereds församling
Tissereds församling var en församling  i Skara stift i nuvarande Ulricehamns kommun. Församlingen uppgick 1554 i Gullereds församling.
Rester av kyrkan återfinns i Tissereds kyrkoruin. 

## Administrativ historik
Församlingen har medeltida ursprung och uppgick 1554 i Gullereds församling, efter att före dess ingått i Hössna pastorat.